# Fingersoft
Fingersoft est un développeur de jeux vidéo finlandais basé à Oulu. Fingersoft est l'un des studios de jeux les plus septentrionaux du monde, situé à seulement 170 km au sud du cercle polaire arctique. Il est surtout connu pour les jeux mobiles Hill Climb Racing et Hill Climb Racing 2, qui comptent à eux deux plus de 1,5 milliard d'installations.